# AIDC F-CK-1 Ching-kuo
O AIDC F-CK-1 Ching-Kuo é um caça bimotor multifunção Taiwanês desenvolvido em parceria com empresas norte americanas do setor aeroespacial. 

## Desenvolvimento
O AIDC F-CK-1 Ching-Kou foi produto de um ambicioso programa para o desenvolvimento de um caça capaz de substituir os Northrop F-5 Tiger II e os Lockheed F-104 Starfighter da ROCAF. O programa de desenvolvimento começou em 1982 após o embargo norte americano nas vendas do Northrop F-20 Tigershark e outros caças da mesma categoria .
Essas restriçoes não se aplicavam a assistência técnica, o que fez com que empresas norte americanas colaborassem junto a AIDC para o desenvolvimento de um caça nativo incluindo seu sistema de armas.
A estrutura da aeronave foi desenvolvida em parceria com a Lockheed Martin, o que fica evidenciado nas semelhanças com as linhas do caça F-16, o motor Honeywell/AIDC TFE 1042-70 foi desenvolvido a partir de uma versão com pós-combustor do Garret TFE731 e o radar GD-53 que equipa o caça foi basedo no GE AN/APG-67M desenvolvido originalmente para o F-20.
O protótipo voou pela primeira vez no dia 28 de maio de 1989 e as entregas para a ROCAF começaram em fevereiro de 1993.
O nome Ching-kuo faz referência a um ex-presidente de Taiwan.

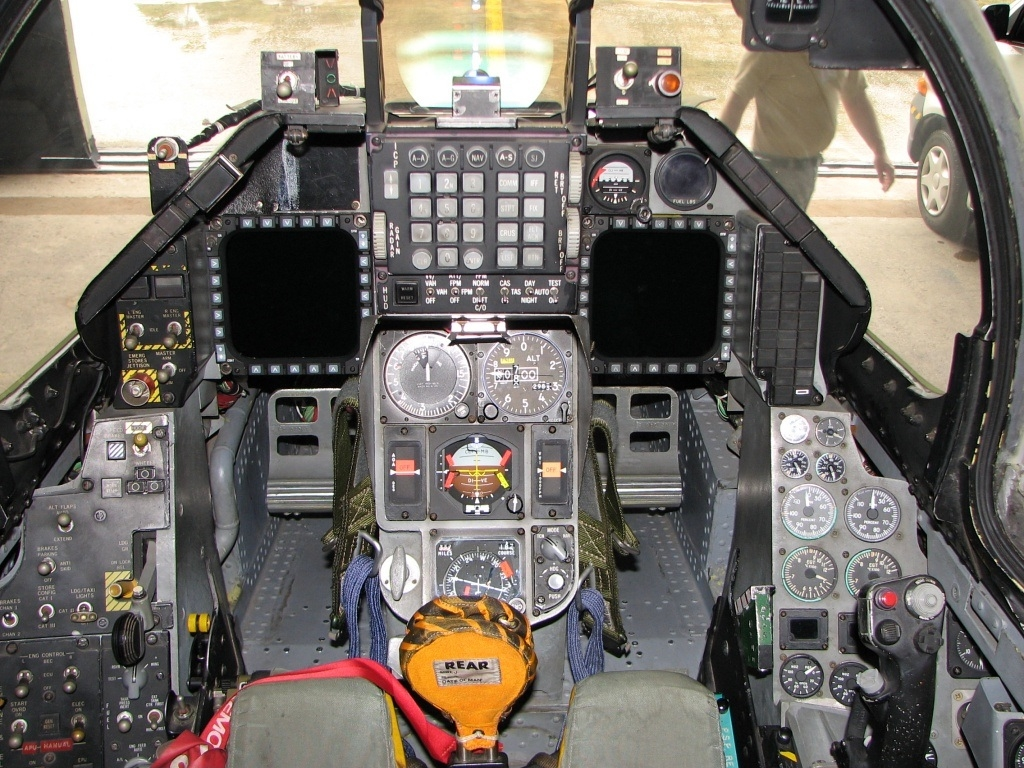
AIDC F-CK-1A Cockpit

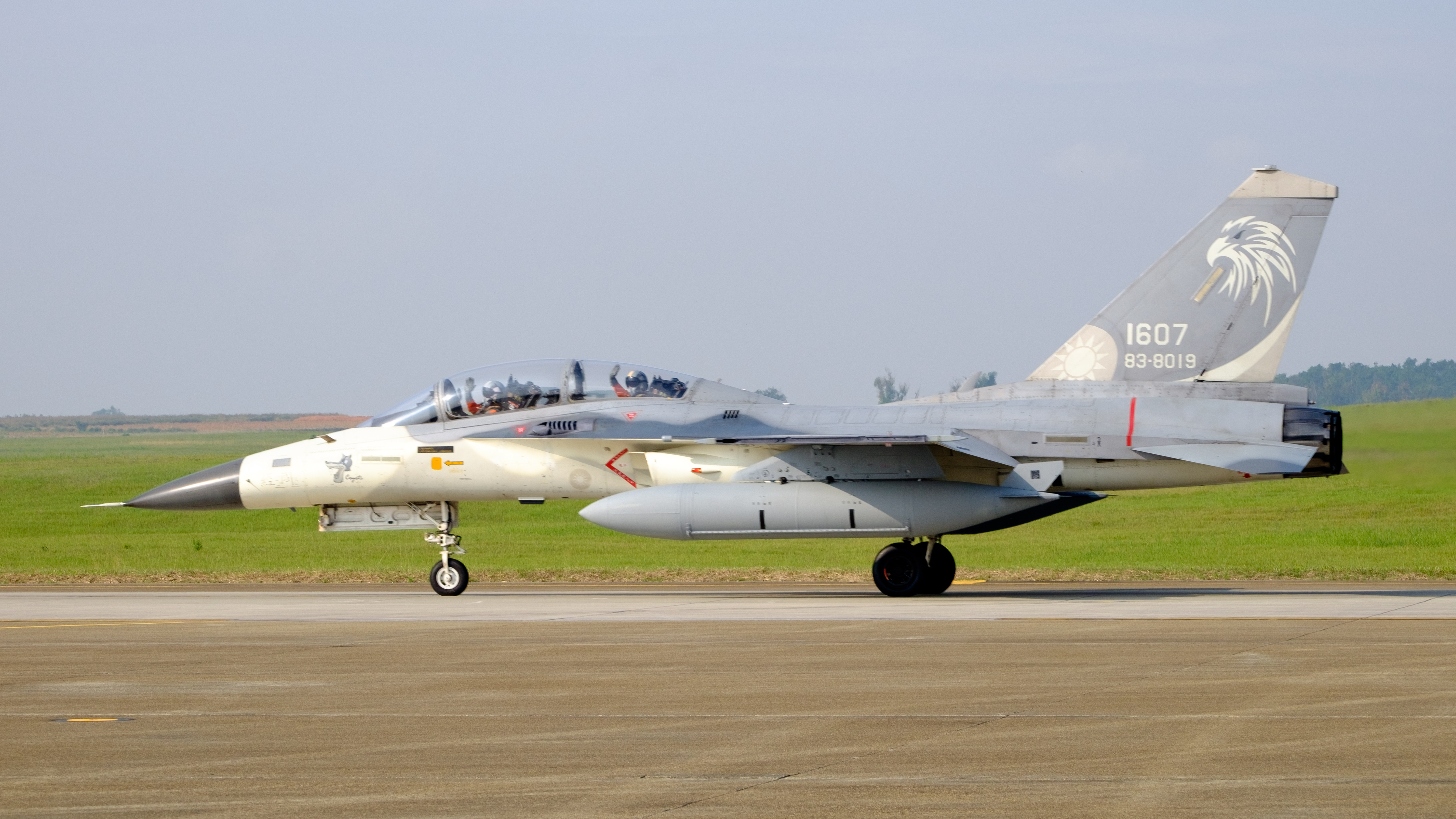
ROCAF F-CK-1B

## Operadores
- Taiwan

## Especificações (F-CK-1A)[3]
Características Gerais:
- Tripulação: 1
- Comprimento: 14,48 m
- Envergadura: 9,0 m
- Altura: 4,65 m
- Área de asa: 24.26 m2
- Peso Máximo: 9.072 kg
- Motorização: 2× Honeywell/AIDC TFE-1042-70 (F125) turbofan, 26.8 kN de empuxo cada, 42.08 kN com pós-combustor

#### Performance
- Teto de Serviço: 16.760 m
- Velocidade Máxima: 1.275 km/h

#### Armamento
- Canhão: 20 mm M61A1 6-barreled Gatling cannon
- Mísseis: Sky Sword 1, Sky Sword 2, Hsiung Feng